# 木村久寿弥太

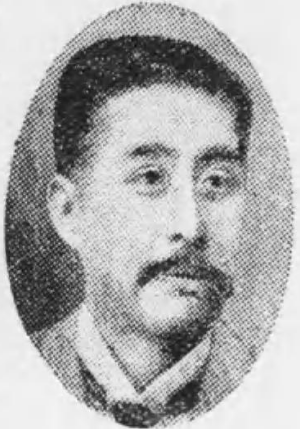
木村久寿弥太

木村 久寿弥太（きむら くすやた、1866年（慶応元年）12月2日 - 1935年（昭和10年11月23日））は、日本の実業家。三菱財閥の総理大臣と言われた。

## 人物・経歴
土佐国土佐郡石立村（現・高知県高知市内）の出身。土佐藩の下級武士である田岡亨一の二男に生まれる。もともとは農民の出だが、祖父の代に家老の家に出仕し、武士の身分を得た。藩校の致道館教授も務めた叔父の養子となり、木村家を継ぐ。16歳の時に叔父が大阪で役人になると大阪へ出て、のちに模範中学と改称された専門学校に通い、19歳の時に東京へ出て、大学予備門を経て、帝国大学法科大学政治科へ入学する。
学生時代に桐島像一が監督していた岩崎弥之助の子息と一緒に熱海の別荘に避寒すると、豊川良平から岩崎小弥太の監督を頼まれ、卒業まで三菱の寄宿舎から大学へ通った。また尾崎紅葉、山田美妙、石橋思案、丸岡九華、川上眉山らとともに硯友社を結成して、著作を発表していた。
もともと外交官志望だったので、同郷の佐々木高行の紹介で、岡部長職外務次官を訪ねるが、定員がいっぱいだった。岩崎弥之助のすすめもあり、1890年（明治23年）、帝国大学法科大学政治科を卒業し、三菱合資へ入社する。帝大卒業同期には床次竹二郎、白仁武がいた。
入社後は荘清次郎の下で事務を担当した後、岩崎弥之助の秘書を務め、1895年（明治28年）に長崎支店長に就任する。1900年（明治33年）から10年間神戸支店長を務め、神戸商業会議所特別議員も務める。
1911年（明治44年）本社へ戻り、庶務部長に就任。1912年（大正元年）
炭鉱部長、三菱鉱業監事、三菱製鉄社長、三菱製紙社長を歴任する。
1920年（大正9年）三菱合資専務理事、1922年（大正11年）
し、大正9年三菱合資専務理事、さらに11年総理事に就任して、三菱銀行など三菱各社の取締役も兼務、1935年（昭和10年）に退陣するまで、「三菱の総理大臣」として活躍した。

## 家族
- 父：田岡亨一
- 兄：田岡典章 (1864年生) - 東亞セメント専務、田岡式セメント石合資代表[6]。
  - 甥・田岡典夫（直木賞作家）
- 弟：田岡嶺雲（文芸評論・思想家）

- 妻：スミ（鮎川義介の姉）

。
- 義弟（妻の妹の夫）：久原房之助
- 義弟（妻の妹の夫）：貝島太市
- 義弟（妻の妹の夫）：藤田政輔（藤田伝三郎の甥・藤田小太郎の娘婿）